# Ligue des champions européenne de l'IFAF 2018
Navigation
Ligue des champions 2017 Ligue des champions 2019
La Ligue des champions européenne de l'IFAF 2018 est la 5e édition de la Ligue des champions européenne de football américain créée par la Fédération internationale de football américain (IFAF New York).
À la suite des dissensions au sein de l'IFAF (division entre la branche de New York et la branche Europe), depuis la saison 2017, la compétition ne regroupe plus, tous les vainqueurs des divers championnats nationaux.
L'IFAF New York a néanmoins voulu continuer à organiser cette compétition européenne des clubs champions.
Deux ligues sont donc créées :
- la ligue du Nord : la Northern European Football League ou NEFL ;

- la ligue du Centre :  la Central European Football League ou CEFL.

La finalité est d'opposer les vainqueurs de chaque ligue pour désigner le vainqueur de la Ligue des champions européenne de l'IFAF.
Les éliminatoires se déroulent du 14 avril au 9 juin 2018 et la finale, le 30 juin 2018. Ce sont les Autrichiens de Swarco Raiders qui décrochent le titre pour la première fois de leur histoire.

## Déroulement de la compétition

### Equipes participantes
| Club                   | Titres | Qualification                  |
| ---------------------- | ------ | ------------------------------ |
| Ligue du Nord (NEFL)   |        |                                |
| Oslo Vikings           | 0      | Champion de Norvège            |
| Copenhagen Towers      | 0      | Champion de Danemark           |
| Carlstad Crusaders     | 0      | Champion de Suède              |
| Tamworth Phoenix       | 0      | Champion d'Angleterre          |
| Ligue du Centre (CEFL) |        |                                |
| Swarco Raiders         | 0      | Champion d'Autriche            |
| Prague Black Panthers  | 0      | Champion de République Tchèque |
| Kragujevac Wild Boars  | 0      | Champion de Serbie             |
| Istanbul Koç Rams      | 0      | Champion de Turquie            |

### Formule
Les équipes participent au championnat de leur Ligue, le premier de chaque ligue se qualifiant pour la finale de la Ligue des champions.

## Résultats

### Premier tour

#### Northern European Football League (NEFL)
- 12:00, le 14 avril à Oslo : Oslo Vikings – Copenhagen Towers : 10 - 21[2]
- 15:00, le 28 avril à Oslo : Oslo Vikings – Carlstad Crusaders : 17 - 56[3]
- 19:00, le 28 avril à Copenhagen : Copenhagen Towers – Tamworth Phoenix : 50 - 7[4]
- 18:00, le 12 mai à Birmingham : Tamworth Phoenix – Carlstad Crusaders : 14 - 34[5]
- 13:00, le 9 juin à Carlstad : Carlstad Crusaders – Copenhagen Towers : 43 - 44[6]
- 16:00, le 9 juin à Coleshill : Tamworth Phoenix - Oslo Vikings : 47 – 20[7]

| Rang | Équipe             | Pts | J | G | N | P | Bp  | Bc  | Diff |
| ---- | ------------------ | --- | - | - | - | - | --- | --- | ---- |
| 1    | Copenhagen Towers  | 9   | 3 | 3 | 0 | 0 | 115 | 60  | +55  |
| 2    | Carlstad Crusaders | 6   | 3 | 2 | 0 | 1 | 133 | 75  | +58  |
| 3    | Tamworth Phoenix   | 3   | 3 | 1 | 0 | 2 | 68  | 104 | -36  |
| 4    | Oslo Vikings       | 0   | 3 | 0 | 0 | 3 | 47  | 124 | -77  |

#### Central European Football League (CEFL)
- 14 avril à Istanbul : Istanbul Koç Rams – Kragujevac Wild Boars : 47 - 41[8]
- 15 avril à Prague :  Prague Black Panthers – Swarco Raiders : 21 - 44[9]
- 28 avril à Kragujevac : Kragujevac Wild Boars - Moscow Patriots : 34 - 20[10]
- 28 avril à : Swarco Raiders - Panthers Wrocław : 63 - 21[11]
- 12 mai à Moscou : Moscow Patriots - Istanbul Koc Rams : 21 - 61[12]
- 12 mai à Varsovie : Panthers Wrocław - Prague Black Panthers : 39 - 22[13]
- 9 juin à : Swarco Raiders - Istanbul Koc Rams	: 49 - 20[14]

| Rang | Équipe                | Pts | J | G | N | P | Bp  | Bc  | Diff |
| ---- | --------------------- | --- | - | - | - | - | --- | --- | ---- |
| 1    | Swarco Raiders        | 9   | 3 | 3 | 0 | 0 | 156 | 62  | +94  |
| 2    | Istanbul Koc Rams     | 6   | 3 | 2 | 0 | 1 | 128 | 111 | +17  |
| 3    | Kragujevac Wild Boars | 3   | 2 | 1 | 0 | 1 | 75  | 67  | +8   |
| 4    | Prague Black Panthers | 0   | 2 | 0 | 0 | 2 | 43  | 83  | -40  |
| 5    | Moscow Patriots       | 0   | 2 | 0 | 0 | 2 | 41  | 95  | -54  |

### Finale de la Ligue des Champions
- 30 juin à Copenhagen[15] : Copenhagen Towers - Swarco Raiders : 20 - 45[16]

### Meilleurs joueurs de la finale
- Sandro Platzgummer : RB, Raiders
- Philip Thue, WR, Towers